# Прат (Німеччина)
Прат (нім. Prath) — громада в Німеччині, розташована в землі Рейнланд-Пфальц. Входить до складу району Рейн-Лан. Складова частина об'єднання громад Лорелай.
Площа — 4,33 км2. Населення становить 292 ос. (станом на 31 грудня 2020).